# Bibio dorsalis
Bibio dorsalis är en tvåvingeart som beskrevs av Johann Wilhelm Meigen 1818. Bibio dorsalis ingår i släktet Bibio och familjen hårmyggor.
Artens utbredningsområde är Österrike. Inga underarter finns listade i Catalogue of Life.